# Blackwyche
Blackwyche è un videogioco per Commodore 64 sviluppato e pubblicato da Ultimate Play The Game nel 1985. È il seguito di The Staff of Karnath e di Entombed ed è il terzo capitolo della saga dell'aristocratico avventuriero Sir Arthur Pendragon.
Il gioco è un'avventura dinamica con visuale isometrica, ambientata su una nave fantasma.

## Modalità di gioco
Scopo del gioco è quello di liberare l'anima del capitano che è tenuta prigioniera in una stanza della misteriosa nave fantasma nella quale è ambientato il gioco. Per fare ciò occorre per prima cosa trovare la spada magica, che si trova in una particolare stanza della imbarcazione e che permette di liberarsi di alcuni esseri che svolazzano attorno al nostro eroe e che causano la perdita di preziosa energia vitale se entrano in contatto con lui. Occorre anche fare attenzione alle palle di cannone che rotolano per terra e che provocano anch'esse la perdita di energia vitale che può essere recuperata entrando nella stanza in cui c'è una campana e facendola suonare colpendola con la spada.
Il nostro eroe deve quindi percorrere il veliero nei suoi cinque piani, entrando nelle varie stanze, alcune a scorrimento altre a schermata fissa, raccogliendo vari oggetti utili per poter rintracciare le quattro parti che compongono la mappa. Per salire e scendere i piani ci si deve servire delle scale, e si deve fare attenzione alle assi rotte del pavimento che possono far precipitare Sir Arthur uno o più piani di sotto.
Una volta rintracciate tutte le quattro parti della mappa occorre scoprire in quale stanza è tenuta prigioniera l'anima del capitano da parte di un teschio della morte che va distrutto con ripetuti colpi di spada.